# Alisma wahlenbergii
Alisma wahlenbergii, vodena trajnica, helofit, europska vrsta žabočuna iz porodice žabočunovki

## Stanište i ekologija
Alisma wahlenbergii je kratkotrajna višegodišnja vodena biljka koja raste na mekom dnu (mulj, glina, pijesak) u plitkim vodama (na dubini od 5-45 cm, pa do 1,5 m), uglavnom na zaštićenim obalama. Obično A. wahlenbergii raste u vodama sa salinitetom >3 psu (praktični salinitet). Ova vrsta zahtijeva čistu vodu i osjetljiva je na prekomjerni rast nitastih algi i konkurenciju većih biljaka poput trske i lopoča. Zbog promjene tla u Botničkom zaljevu, prostorna distribucija vrste se stalno mijenja na tom području. Trenutna mjesta pojavljivanja postaju neprikladna za manje od desetljeća, ali nova potencijalna neprestano se pojavljuju. Razmnožavanje biljaka sjemenom je učinkovito i čini se da biljka ima trajnu banku sjemena. Plodovi sazrijevaju u kolovozu do rujna i šire se vodenim strujama i plovedćim ledom. Populacije variraju u veličini od nekoliko do tisuća jedinki.

## Rasprostranjenost i status u regiji Baltičkog mora
Alisma wahlenbergii je endemska vrsta za Baltičko more i neka susjedna jezera. Bila je uključena u prethodni HELCOM-ov popis ugroženih i/ili vrsta u opadanju (HELCOM 2007). U Baltičkom moru, postojeća pojavljivanja usmjerena su na dva glavna područja od Rånefjärdena (Švedska) do Kalajokija (Finska) u Botničkom zaljevu i u istočnom Finskom zaljevu (Rusija). Glavna populacija nalazi se na finskoj obali Botnijskog zaljeva. U Rusiji je vrsta nedavno zabilježena u prilično obilnim populacijama iz mnogih područja u arhipelagu otoka Berezovye  (Glazkova & Tzvelev 2007), Vyborškom zaljevu (Glazkova 2008; 2012) i u Nevskom zaljevu (Glazkova & Tzvelev 2006). Međutim, broj im seu Nevskom zaljevu znatno smanjio nakon izgradnje brane preko zaljeva (Noskov 2004).
Populacije u sjevernom dijelu Baltika (Nyköping, Švedska), Quarku (Vasa, Finska) i finskom dijelu Finskog zaljeva (Kotka) trenutno se smatraju izumrlim. Vrsta je potpuno nestala s nekih svojih bivših lokacija također u Rusiji, npr. iz okolice Lakhte, gdje ga je prije bilo u izobilju.

## Opis glavnih prijetnji
Ovoj biljci je pogodovala ispaša stoke koja ostavlja otvorena plitka mjesta uzgoja. Posljednjih desetljeća praksa ispaše obalnih livada je opala, a nekadašnja uzgajališta su zarasla. Eutrofikacija je dodatno pospješila prekomjerni rast jer daje prednost jakim konkurentima poput trske. Kako A. wahlenbergii zahtijeva čistu i bistru vodu, brzo izumire u uvjetima velike mutnoće i onečišćenja vode. Do lokalnih nestanaka može doći i zbog raznih građevinskih aktivnosti na obali, kao i jaružanja vodotoka.

## Obrazloženje ocjene
Geografski raspon vrste je ograničen u obliku područja naseljavanja. Procjene AOO kreću se od c. 400 do 650 km², ovisno o tome kako se stari zapisi uključuju u izračun. Smatra se da je populacija u stalnom padu i rascjepkana. U Finskoj se smatra da doživljava ekstremne fluktuacije u broju zrelih jedinki, koje mogu fluktuirati od nekoliko pojedinaca do tisuća. Međutim, fluktuacije možda neće biti sinkrone na cijelom distribucijskom području. Opseg pojavnosti (EOO), broj lokaliteta i najvjerojatnije broj zrelih jedinki premašuju pragove kriterija Crvenog popisa. Pretpostavlja se da se kontinuirani pad populacije odnosi barem na AOO, kvalitetu staništa, broj lokacija i broj zrelih jedinki. Vrsta ispunjava kriterije za ranjivu (B2ab(ii,iii,iv,v)).

## Preporuke za očuvanje vrste
Obnova obalnih livada ispašom stoke vjerojatno će koristiti vrsti, kao i poboljšanju kvalitete vode u Baltičkom moru, posebno u Lenjingradskoj regiji. Mjesta uzgoja A. wahlenbergii također treba zaštititi od urbanizacije, građevinskih aktivnosti i drugog ljudskog uznemiravanja.